# Ley Jones-Shafroth

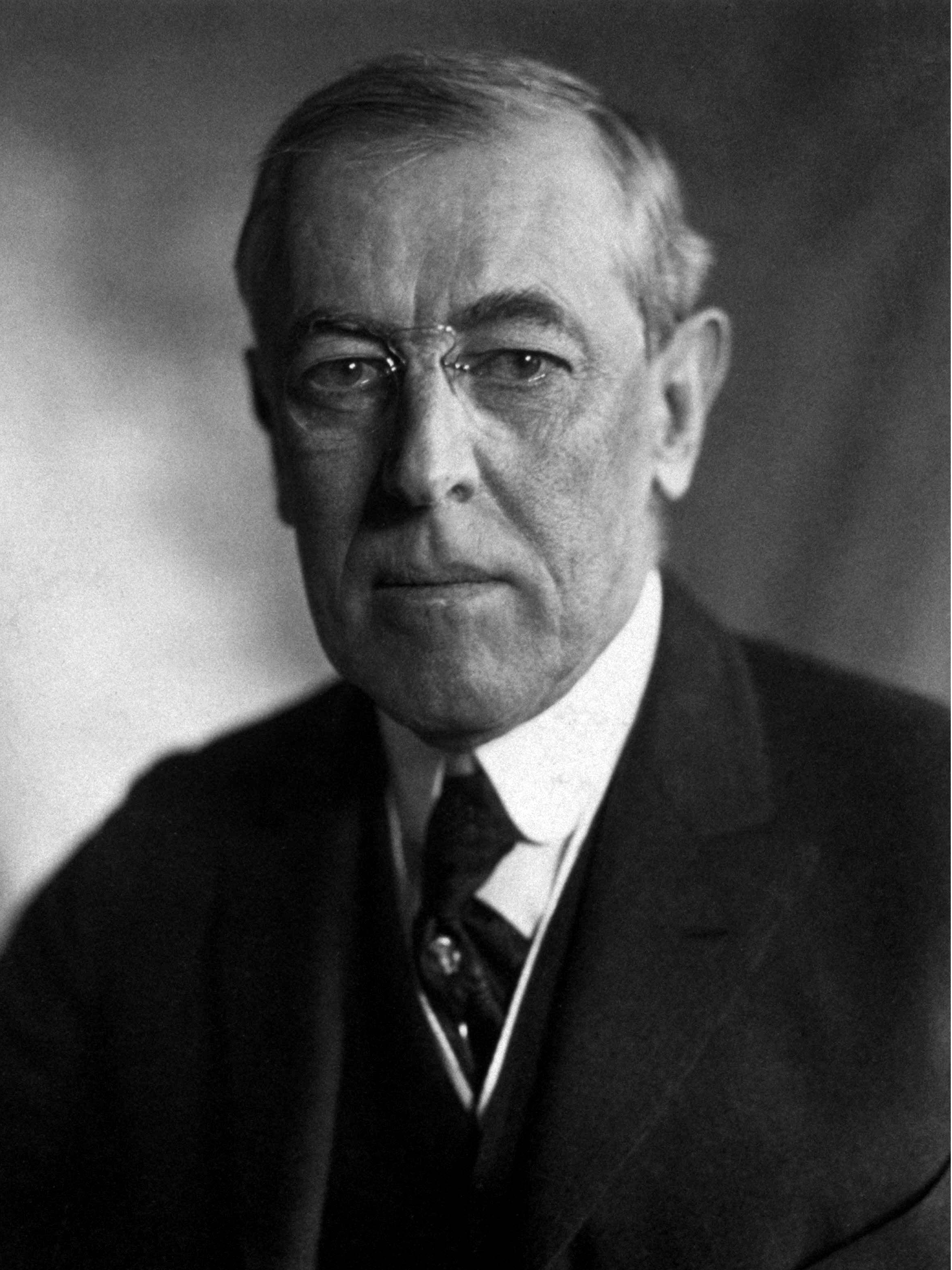
Woodrow Wilson

La ley Jones-Shafroth fue firmada por el entonces presidente de los Estados Unidos, Woodrow Wilson, el 2 de marzo de 1917. Esta extendió un gobierno civil electo en Puerto Rico y otorgó la ciudadanía estadounidense a los puertorriqueños. Dicha ley fue firmada en el contexto de la Primera Guerra Mundial y fue aprovechada por los Estados Unidos para llamar a los puertorriqueños a las filas del ejército junto con el resto de los estadounidenses por medio de la Ley de Servicio Selectivo de 1917. 
Reforzando la Ley Foraker de 1900, la ley Jones separó las ramas ejecutivas, judiciales y legislativas del gobierno de Puerto Rico, concediéndoles derechos civiles a sus individuos, y creando una legislatura bicameral localmente elegida. Las dos cámaras eran de un senado que constaba de 11 miembros y una cámara de representantes con 35 miembros. Sin embargo, el gobernador y el presidente de los EE. UU. tenían el poder de vetar cualquier ley aprobada por la legislatura. 
También, el Congreso de los Estados Unidos tiene el poder de detener cualquier acción tomada por la legislatura en Puerto Rico. Los EE. UU. mantienen control sobre asuntos fiscales, servicios de correo, inmigración, defensa y otros asuntos gubernamentales básicos.